# Tianjia'an, Huainan
Tianjia'an (în chineză: 田家庵; pinyin: Tiánjiā'ān) este un district din orașul Huainan⁠(d), provincia Anhui, China, cunoscut pentru mai multe locuri, inclusiv Parcul Longhu, Muntele Shungeng, Piața Comerțului și Culturii.

## Diviziuni administrative
În prezent, Districtul Tianjia'an are 9 subdistricte, 4 orașe și un municipiu.
9 subdistricte
| - Dongshan (洞山街道) - Huaibin (淮滨街道) - Tiandong (田东街道) - Longquan (龙泉街道) - Guoqing (国庆街道) | - Chaoyang (朝阳街道) - Quanshan (泉山街道) - Gongyuan (公园街道) - Xinhuai (新淮街道) |

4 orașe
- Shungeng (舜耕镇)
- Ancheng (安成镇)
- Cao'an (曹庵镇)
- Sanhe (三和镇)

Municipii
- Municipiul Shiyuan (史院乡)